# Ирваси Деда Мраза
У традиционалној празничној легенди и популарној култури, каже се да Деда Мразови ирваси вуку санке кроз ноћно небо како би помогли Деда Мразу да испоручи поклоне деци на Бадње вече.
Број ирваса и имена која су им дата варирају у различитим верзијама, али они који се често цитирају у Сједињеним Државама и Канади су осам наведених у песми Клемента Кларка Мура из 1823. године Посета Светог Николе, дело које је у великој мери заслужно за то што су ирваси постали популарни. У оригиналној песми, имена ирваса су дата као Дашер, Данцер, Пранцер, Виксен, Комет, Купид, Дандер и Бликсем.
Популарност књиге прича Роберта Л. Меја из 1939. Рудолф ирвас са црвеним носом и божићне песме Џина Одрија из 1949. године „Рудолф, ирвас са црвеним носом“, довела је до тога да је Рудолф често био укључен као девети лик.
Многе друге варијације имена и броја ирваса појавиле су се у фикцији, музици, филму и телевизији.

## Порекло и историја

### Први ирвас који вуче санке
Прва референца на Деда Мразове санке које вуче ирвас појављује се у „Стари Деда Мраз са много одушевљења“, илустрованој дечијој песми из 1821. објављеној у Њујорку. Имена аутора и илустратора нису позната. Песму, са осам литографских илустрација у боји, објавио је Вилијам Б. Гили као малу књигу у меком повезу под насловом Пријатељ деце: новогодишњи поклон за малишане од пет до дванаест година. Илустрација првог стиха приказује санке са натписом „НАГРАДЕ“ које вуче неименовани један ирвас.

### Осам ирваса
Песма Клемента К. Мура из 1823. године, Посета Светог Николе (такође позната као Била је ноћ пре Божића), у великој мери је заслужна за модерно божићно предање које укључује осам ирваса са именима.
Песма је први пут објављена у Sentinel-у из Троја, Њујорк, 23. децембра 1823. Именовано је свих осам ирваса, то су били Дашер, Данцер, Пранцер, Виксен, Комет, Купид, Дандер и Бликсем.
Мур је неколико пута мењао имена последња два ирваса; у верзији песме из раних 1860-их, написаној као поклон пријатељу, називају се „Дондер“ и „Блицен“ (са измењеном интерпункцијом и подвученим именима ирваса). Donder је на  холандском језику „гром“, док је Блицен изведен од стандардног холандског bliksem, „муња“, под утицајем немачког Blitz, а такође помаже да се римује са „Виксен“.
 
Када је Едмунд Кларенс Стедман укључио песму у своју Америчку антологију, 1787–1900, користио је и „Дондер“ и „Блицен“, исписавши сва имена курзивом.
Савремени немачки правопис за „Донер“ ушао је у употребу тек почетком двадесетог века, много после Мурове смрти.

### Десет ирваса Л. Френка Баума
Прича Л. Френка Баума Живот и авантуре Деда Мраза (1902) укључује списак од десет ирваса, од којих ниједан по имену не одговара онима у Посети Светог Николе. Главни ирваси Деда Мраза су Флоси и Глоси, а он окупља друге по имену Рацер и Пацер, Реклес и Спеклес, Ферлес и Перлес и Реди и Стеди. 

### Рудолф, ирвас са црвеним носом
Рудолфову причу је првобитно написао у стиховима Роберт Л. Меј за ланац робних кућа Монтгомери Ворд 1939. године, а објављена је као књига која ће се поклонити деци у радњи у време Божића.

## У популарним медијима
- Чудо у 34. улици (1947) приказује осам ирваса из Посете Светог Николе.
- „Трчи Рудолфе, трчи“ (1958), коју је снимио Чак Бери, популарна је божићна рок песма о Рудолфу.[17]
- Пранцер, филм из 1989. који говори о младој девојци која проналази повређеног ирваса.
- Дашер и Данцер се појављују у Prep &amp; Landing, божићном специјалу Walt Disney Animation Studios из 2009. године.
- Let's Go Dancing With Santa је песма KC and the Sunshine Band-а у којој се појављују Деда Мраз и његови ирваси.[18]